# Uxbridge (Massachusetts)

Stát Massachusetts na mapě USA

Okres Worcester

Uxbridge je novoanglické město, v okrese Worcester County ve státě Massachusetts ve Spojených státech amerických. První „oficiální“ osídlení Evropany se datuje do roku 1662. Město založené roku 1727 bylo pojmenováno po britském earlovi z Uxbridge.
V roce 2009 zde žilo 12 201 obyvatel.

Město Uxbridge je známo svou textilní výrobou.

## Turistická zajímavost
Národní historický park Blackstone Valley

## Historická zajímavost
Pocházela odtud první legální ženská volička v historii USA Lydia Taftová, jež se v roce 1756 zúčastnila důležitého městského hlasování namísto svého předčasně zemřelého manžela.